# Cyclopentadiénure de lithium
Le cyclopentadiénure de lithium est un organolithien de formule chimique Li(C5H5). On le note souvent LiCp, où Cp− est l'anion cyclopentadiénure C5H5−. Il s'agit d'un solide incolore lorsqu'il est pur, souvent beige ou rosé sous l'effet d'impuretés oxydées.
Le cyclopentadiénure de lithium est disponible dans le commerce en solution dans le THF. On l'obtient en traitant du cyclopentadiène C5H6 avec du n-butyllithium CH3CH2CH2CH2Li :
CH3CH2CH2CH2Li + C5H6 ⟶ CH3CH2CH2CH3 + Li(C5H5).
Le solide pur se rencontre exceptionnellement car on utilise toujours cette substance en solution. Son analyse par cristallographie aux rayons X montre néanmoins qu'il s'agit d'un composé sandwich multicouches, ou multiniveaux, formé de chaînes infinies de cations Li+ alternant entre des ligands pontants μ-η5:η5-C5H5−.
En présence d'amines ou d'éthers, le cyclopentadiénure de lithium donne des adduits, comme (η5-C5H5)Li(TMEDA) avec le tétraméthyléthylènediamine (CH3)2NCH2CH2N(CH3)2.
Le cyclopentadiénure de lithium est un réactif couramment utilisé pour produire des complexes du cyclopentadiényle.